# Bridelia brideliifolia
Bridelia brideliifolia là một loài thực vật có hoa trong họ Diệp hạ châu. Loài này được (Pax) Fedde mô tả khoa học đầu tiên năm 1905.